# Michail Sergejewitsch Galustjan

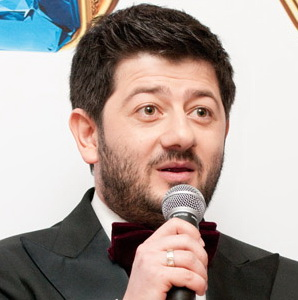
Michail Galustjan

Michail Sergejewitsch Galustjan (russisch Михаил Сергеевич Галустян; * 25. Oktober 1979 in Sotschi) ist ein russischer Schauspieler und Musiker armenischer Abstammung.

## Leben und Karriere
Michail Galustjan wurde 1979 als Sohn eines Kochs und einer Krankenschwester in eine armenische Familie in Sotschi als Nschan Galustjan hineingeboren. Schon als Kind begann er zu musizieren. Noch während seiner Schulzeit nahm er an der Comedy-Show KWN teil. Nach seinem Schulabschluss 1996 studierte er in seiner Heimatstadt zunächst an der Universität Sotschi und wollte ursprünglich Lehrer für Geschichte und Recht werden. Schon bald spielte er aber regelmäßig in der Comedyshow KWN mit.
Seit 2006 ist Galustjan Hauptdarsteller der Sketch-Show Nascha Russia, die auf TNT ausgestrahlt wird und wurde zu einer bekannten Medienpersönlichkeit in Russland. Er spielte seitdem in rund einem Dutzend Filmen mit. Von 2011 bis 2014 spielte er auch eine der Hauptrollen in der Sitcom Sajzew+1, im Rahmen derer er u. a. mit Gérard Depardieu zusammenarbeitete. 2011 und 2012 gehörte er zudem zu den Hauptdarstellern der ukrainischen Show „Rassmeschi komika“. 2012 nahm Galustjan am Wahlkampf für Wladimir Putin teil. 2016 startete die Comedy-Serie „Borodatsch“ auf TNT, in der Galustjan die Hauptfigur, den fiktiven Wachmann Alexander Rodionowitsch Borodatsch aus Rjasan spielt, der aufgrund seiner Trunksucht, Verantwortungslosigkeit und seines Größenwahns permanent von der Polizei verhaftet wird und über den Unfug, den er anstellt, berichten muss.
Galustjan ist seit 2007 mit seiner Frau Wiktorija, einer gelernten Buchhalterin, verheiratet, mit der er zwei Töchter hat (* 2010 und * 2012).

## Filmographie (Auswahl)
- 2006: Ispanski Wojasch Stepanytscha
- 2006: Stschastliwy wmeste (Kameo)
- 2008: The Best Movie
- 2008: Hitler Kaput!
- 2009: Samy lutschschi film 2
- 2012: Tot jeschtschjo Karloson! (Тот ещё Карлосон)
- 2012: Rzhevskiy vs. Napoleon
- 2013: Bilet na Vegas
- 2014: Podarok s charakterom
- 2014: 8 nowych swidanii
- 2015: Odnoi lewoi